# Епархия Сан-Бернардо
Епархия Сан-Бернардо (лат. Dioecesis Sancti Bernardi) — епархия Римско-Католической церкви с центром в городе Сан-Бернардо, Чили. Епархия Сан-Бернардо входит в митрополию Сантьяго-де-Чили. Кафедральным собором епархии Сан-Бернардо является церковь святого Бернарда.

## История
13 июля 1987 года Римский папа Иоанн Павел II издал буллу Omnium Ecclesiarum, которой учредил епархию Сан-Бернардо, выделив её из епархии Сантьяго-де-Чили.

## Ординарии епархии
- епископ Orozimbo Fuenzalida y Fuenzalida (13.07.1987 — 10.10.2003);
- епископ Juan Ignacio González Errázuriz (10.10.2003 — по настоящее время).

## Источник
- Annuario Pontificio, Libreria Editrice Vaticana, Città del Vaticano, 2003, ISBN 88-209-7422-3